# Golden Cross
Golden Cross (en hangul, 골든 크로스) es una serie de televisión surcoreana emitida durante 2014 y protagonizada por Kim Kang Woo, Lee Si Young, Um Ki Joon, Han Eun Jung y Jeong Bo Suk.
Fue transmitida por KBS 2TV desde el 9 de abril hasta el 19 de junio de 2014, finalizando con una longitud de 20 episodios, al aire las noches de los días miércoles y jueves a las 22:00 (KST). La serie muestra la decisión de un joven fiscal que deberá definir entre sacrificar su amor o dar una venganza por la muerte de su hermana.
Inicialmente el actor Park Si Hoo fue considerado originalmente para el papel de Michael Jang, pero debido a que se encontraba siendo investigado por un caso de violación en 2013, KBS encontró oportuno quitarlo del reparto para no causar indignación pública y pasar a llevar el desarrollo de la serie.

## Argumento
Una sombría sociedad conocida como "Golden Cross" domina la economía coreana y el mercado con sus profundas conexiones y poder financiero. El fiscal Kang Do Yoon se enreda en sus relaciones con Golden Cross, cuando su hermana es asesinada, en un crimen por el cual su padre luego se involucra. Do Yoon jura vengarse de Seo Dong Ha, un hombre poderoso detrás de la organización, pero las complicaciones surgen cuando se entera de que Dong Ha es el padre de la mujer que ama, su colega Seo Yi Re. 
Yi Re es una fiscal justo en búsqueda de la verdad, creció respetando y obedeciendo a su padre, su vida se ve inmersa en el caos cuando ella descubre su lado oscuro. Mientras tanto Dong Ha se nutre del empresario Michael Jang, cuya codicia y la ambición pronto le hace cuestionar a su mentor por el primer lugar, comenzando un choque de voluntades, fortuna, y egos.

## Reparto

### Principal
- Kim Kang Woo como Kang Do Yoon.
- Lee Si Young como Seo Yi Re.
- Um Ki Joon como Michael Jang.
- Han Eun Jung como Hong Sa Ra.
- Jeong Bo Suk como Seo Dong Ha.

### Secundario
- Lee Dae Yeon como Kang Joo Wan.
- Jung Ae Ri como Oh Geum Shil.
- Jo Hee Bong como Kang Joo Dong.
- Park Byung-eun como Gil Sang-joon.
- Choi Woo Suk como Bong Chang Soo.
- Lee Joo Seung como Oh Chang Hee.
- Seo Min Ji como Kang Ha Yoon.
- Lee Ho Jae como Kim Jae Gap.
- Lee Ah Hyun como Kim Se Ryung.
- Ban Min Jung como Song Jung Soo.
- Kim Kyu Chul como Park Hee Seo.
- Jo Deok Hyun como Kwak Dae Soo.
- Park Won-sang como Im Kyung Jae.[5]
- Jo Jae Ryong como Jool Ja.
- Kim Jung Heon como Alex.
- Jung Won Joong como Kwon Se Il.
- Gi Ju Bong como Jung Gyu Jik.
- Ahn Bo Hyun.

## Recepción

### Audiencia
En Azul la audiencia más baja y en rojo la más alta, correspondientes a las empresas medidoras TNms y AGB Nielsen.
| Ep. #    | Fecha original de emisión | Share        | Share        | Share       | Share       |
| Ep. #    | Fecha original de emisión | TNmS Ratings | TNmS Ratings | AGB Nielsen | AGB Nielsen |
| Ep. #    | Fecha original de emisión | Nacional     | Seúl         | Nacional    | Seúl        |
| -------- | ------------------------- | ------------ | ------------ | ----------- | ----------- |
| 1        | 9 de abril de 2014        | 5.0%         | 5.2%         | 5.7%        | 6.1%        |
| 2        | 10 de abril de 2014       | 5.2%         | 5.3%         | 5.0%        | 5.4%        |
| 3        | 23 de abril de 2014       | 4.7%         | 5.0%         | 5.3%        | 5.7%        |
| 4        | 24 de abril de 2014       | 4.9%         | 5.2%         | 5.1%        | 5.9%        |
| 5        | 30 de abril de 2014       | 5.4%         | 5.7%         | 6.6%        | 7.6%        |
| 6        | 1 de mayo de 2014         | 5.9%         | 6.4%         | 6.1%        | 7.0%        |
| 7        | 7 de mayo de 2014         | 6.9%         | 7.1%         | 7.2%        | 7.6%        |
| 8        | 8 de mayo de 2014         | 7.2%         | 7.4%         | 8.0%        | 8.0%        |
| 9        | 14 de mayo de 2014        | 7.3%         | 7.7%         | 8.0%        | 9.0%        |
| 10       | 15 de mayo de 2014        | 6.9%         | 7.6%         | 8.0%        | 8.8%        |
| 11       | 21 de mayo de 2014        | 7.1%         | 7.6%         | 7.6%        | 7.8%        |
| 12       | 22 de mayo de 2014        | 6.8%         | 7.2%         | 7.6%        | 7.9%        |
| 13       | 28 de mayo de 2014        | 8.7%         | 9.5%         | 9.2%        | 9.7%        |
| 14       | 29 de mayo de 2014        | 7.7%         | 7.9%         | 9.2%        | 9.7%        |
| 15       | 4 de junio de 2014        | 10.8%        | 13.1%        | 11.3%       | 12.6%       |
| 16       | 5 de junio de 2014        | 8.7%         | 9.2%         | 10.1%       | 11.5%       |
| 17       | 11 de junio de 2014       | 9.2%         | 10.6%        | 10.7%       | 11.8%       |
| 18       | 12 de junio de 2014       | 8.6%         | 9.6%         | 9.1%        | 10.1%       |
| 19       | 18 de junio de 2014       | 8.1%         | 8.6%         | 9.2%        | 9.7%        |
| 20       | 19 de junio de 2014       | 9.5%         | 10.1%        | 10.1%       | 11.0%       |
| Promedio | Promedio                  | 7.2%         | 7.8%         | 8.0%        | 8.6%        |

## Banda sonora
- Mose - «Island».
- Tritops - «I Must Be Crazy».

## Emisión internacional
- Canadá: All TV.
- Hong Kong: TVB.